# Północna Pagai
Północna Pagai (indonez. Pagai Utara) – wyspa w Indonezji na Oceanie Indyjskim w archipelagu Mentawai. Na północy cieśnina Sipura oddziela ją od Sipury, na południu wąska cieśnina od Południowej Pagai.
Powierzchnia 622,3 km²; długość linii brzegowej 134,7 km; porośnięta lasem równikowym; powierzchnia nizinna, najwyższe wzniesienie 372 m n.p.m.
Uprawa palmy kokosowej, trzciny cukrowej, sagowca, tytoniu; rybołówstwo.
Administracyjnie należy do prowincji Sumatra Zachodnia; ok. 6 tys. mieszkańców.